# Makoto Tateno
Makoto Tateno (立野真琴 Tateno Makoto?, nacido el 23 de marzo en Toyama, prefectura de Toyama), es una mangaka japonesa especializada en el género shōjo y yaoi. Debutó en 1986 con un One-Shot Yuraete Tamago Boys; dos de sus principales obras son Yellow y Happy Boys.

## Obras
- 9th SLEEP
- Ai to Okane
- Akai Tenshi
- Angelic Runes
- Aoi Hitsuji no Yume
- Cage
- CUTEｘGUY
- D-WALK
- Gekkō Densho
- Gerbera
- Happy Boys
- HERO・HEEL
- Ka Shin Fū
- Kerai Seikatsu
- Kirai Kiraimo
- Card no Ō-sama
- Lecture
- Like the Baren
- Marry MAX!
- Martini Kōryakuhō
- Myūzu no Gakuen de Aō
- Onii-chan Lab.
- Presentiment
- Sorya Naize BABY
- Steal Moon
- Warui Yume
- Yellow